# Joan Olivert Serra

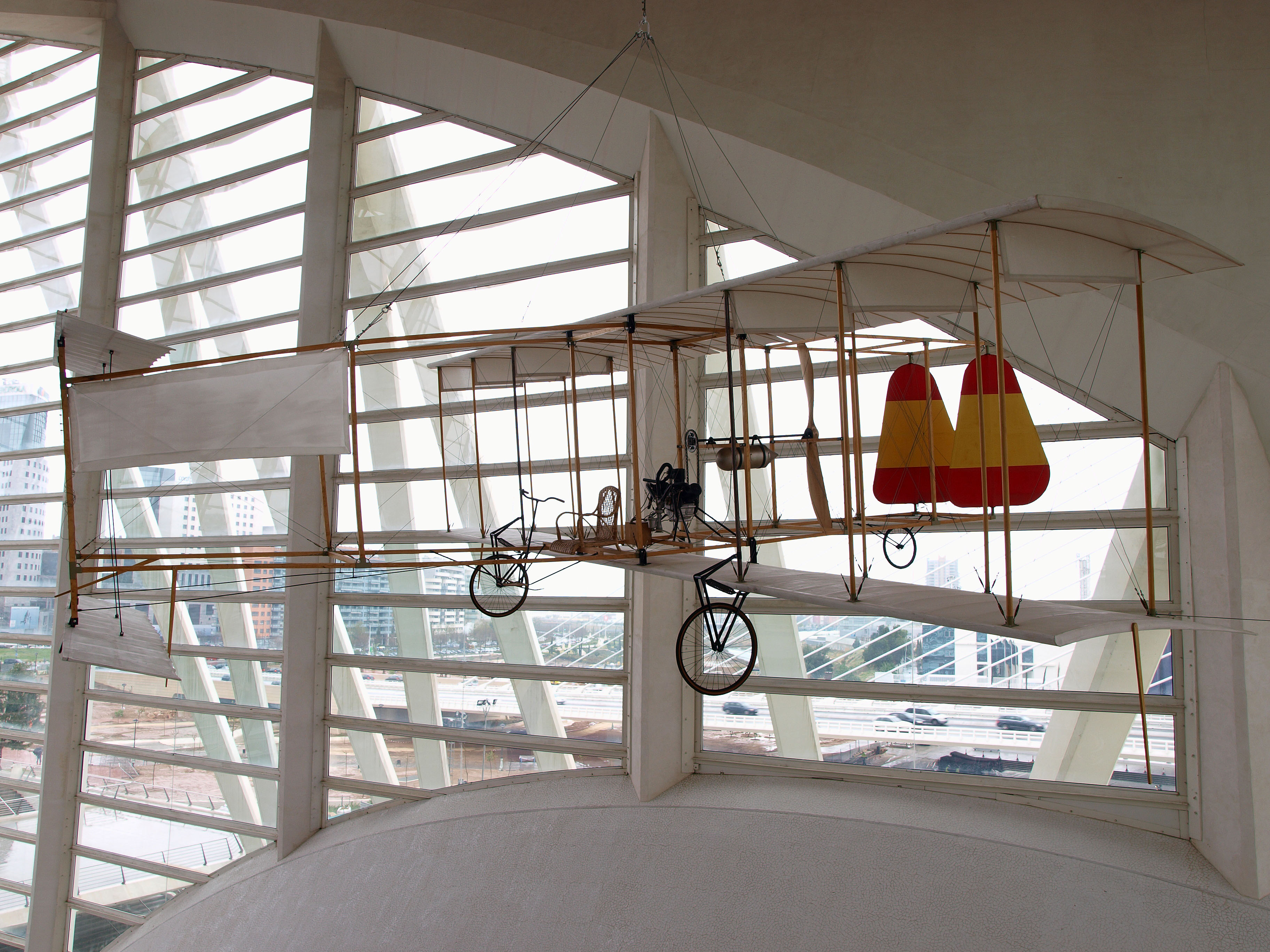
Aeroplà Olivert-Brunet

Joan Olivert Serra (Cullera, 1888 - Madrid, 1949), va ser un pioner de l'aviació que va realitzar el primer vol motoritzat a l'estat espanyol, el 5 de setembre de 1909 a la localitat de Paterna.
Pertanyent a una família relativament acomodada, propietari agrícola a la localitat de Cullera, a la Ribera Baixa del Xúquer, Joan Olivert sempre va mostrar la seua admiració pel vol, guanyant-se el sobrenom en la seua localitat natal del voladoret. Tot i la poca col·laboració familiar, Olivert va seguir amb la seua afició: va estudiar enginyeria industrial a Barcelona, i va invertir part del seu patrimoni a construir un aeroplà-biplà basat en el disseny del seu professor Gaspar Brunet Viadera. També en forma part ostentant el càrrec de Vicepresident de la Secció d'Aviació del Cercle de Belles Arts de València.
L'aparell és exposat al Pavelló d'Indústria de l'Exposició Regional Valenciana de 1909, encara sense motoritzar. L'ajuntament de València li patrocina la compra d'un motor i una hèlix per completar finalment l'aparell. El vol va tinre lloc al camp de maniobres militars del Regiment d'Artilleria Muntada Nº 11 de l'Exèrcit de Terra de la localitat de Paterna. Aparentment la intenció era només carretejar, però l'afluència de públic va animar Joan Olivert, que va fer un curt trajecte en pendent d'uns 40 metres, elevant-se a l'aire uns decímetres.